# William Parsons

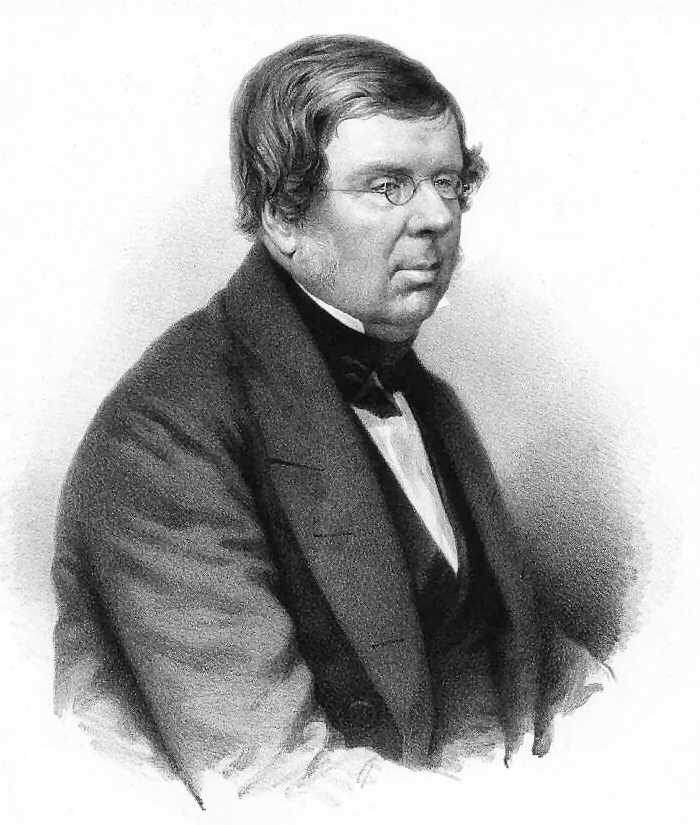
William Parsons

William Parsons (ur. 17 czerwca 1800 w Yorku, Anglia, zm. 31 października 1867 w Monkstown w hrabstwie Cork w Irlandii) – irlandzki astronom, budowniczy największego teleskopu zwierciadlanego w XIX w. – słynnego „Lewiatana z Parsonstown”. Ojciec Lawrence'a Parsonsa.

## Życiorys
Parsons był owładnięty ideą zbudowania dużego teleskopu. Pracował przez 5 lat nad stopem metali odpowiednim dla zwierciadła. Ostatecznie wybrał stop składający się z 4 atomów miedzi na każdy atom cyny. Stop ten był łamliwy i pierwsze zwierciadło o średnicy 91,5 cm składało się z 16 cienkich płyt. Umiarkowany sukces zachęcił astronoma do prób odlania 36-calowego zwierciadła. W 1842 roku rozpoczął prace nad 183-centymetrowym zwierciadłem. Trzy lata później teleskop został ukończony. Miał 16,5 m długości i był używany do obserwacji obiektów mgławicowych. Za pomocą tego teleskopu Parsons odkrył spiralny kształt wielu obiektów zakwalifikowanych następnie jako „mgławice”, a obecnie rozpoznanych jako pojedyncze galaktyki. Badał również i nadał nazwę Mgławicy Kraba. Prowadził szczegółowe obserwacje Wielkiej Mgławicy w Orionie. Chociaż jego teleskop został rozebrany w 1908 roku, dopiero w 1917 zbudowano większy od niego, 254-centymetrowy teleskop w Mount Wilson Observatory w Kalifornii.